# 加利尼亞斯島
加利尼亞斯島（Galinhas）是西非國家畿內亞比紹的島嶼，由博拉馬區負責管轄，屬於比熱戈斯群島一部分，該島長10公里、寬6公里，面積50平方公里，居民人數約1,500。